# Brasserie artisanale du val d'Ainan
 (octobre 2020).
Si vous disposez d'ouvrages ou d'articles de référence ou si vous connaissez des sites web de qualité traitant du thème abordé ici, merci de compléter l'article en donnant les références utiles à sa vérifiabilité et en les liant à la section « Notes et références ».
La brasserie artisanale du Val d’Ainan, est une entreprise originaire et implantée à Saint-Geoire-en-Valdaine en Isère. La brasserie propose sa gamme de bière sous le nom de « La Dauphine », en référence à l'ancienne province française du dauphiné dont faisait partie l'Isère.

## Historique
Cette petite brasserie iséroise a vu le jour en 2005 alors que le projet était monté depuis l'année 2003 par Catherine Bown ingénieure belge en agro-alimentaire spécialisée dans la fermentation.

L'implantation dans la région vient des origines familiales de William Bown et c'est ainsi qu'en 2006 eurent lieu les premières ventes. Ces mêmes années William et Catherine continuent de se perfectionner au métier de brasseur et à la création de nouvelles recettes aux gouts originaux par de nombreux tests de brassage et des stages en brasserie.

## La Dauphine
« La Dauphine » est le nom sous lequel est proposé la gamme de bière de la brasserie.
- La Dauphine Blanche

- La Dauphine Blonde
- La Dauphine Dorée
- La Dauphine Ambrée
- La Dauphine Brune
- La Dauphine Cervoise
- La Dauphine Dorée au Chanvre
- La Dauphine Blonde au Miel
- La Dauphine IPA
- La Dauphine Triple
- La Dauphine Blanche Menthe et Thé Vert
- La Dauphine Blanche aux Fruits Rouges
- La Dauphine Châtaigne
- La Dauphine Brune aux Noix
- La Dauphine Bière de Noël